# Manas internationella flygplats
Manas internationella flygplats (kirgiziska: «Манас» эл-аралык аэропорту, "Manas" el-aralyk aeroportu) (IATA: FRU, ICAO: UAFM) är den största internationella flygplatsen i Kirgizistan belägen 25 kilometer nordväst om huvudstaden Bisjkek. 
År 2007 reste 625 500 passagerare via flygplatsen vilket var en ökning med 21 % mot föregående år. 23 172 ton fraktades även under samma år.
Under Afghanistankriget användes flygplatsen som amerikansk flygbas.